# Nuevo Hampshire
Nuevo Hampshire (en inglés: New Hampshire) es uno de los cincuenta estados que, junto con Washington D. C., forman los Estados Unidos de América. Su capital es Concord y su ciudad más poblada, Mánchester. Está ubicado en la región noreste del país, en Nueva Inglaterra, limitando al norte con Canadá, al este con Maine, al sureste con el golfo de Maine (océano Atlántico), al sur con Massachusetts y al oeste con el río Connecticut que lo separa de Vermont. Con 24.216 km² es el quinto estado menos extenso —por detrás de Nueva Jersey, Connecticut, Delaware y Rhode Island— y, con 1.316.470 habitantes en 2010, el noveno menos poblado, por detrás de Rhode Island, Montana, Delaware, Dakota del Sur, Alaska, Dakota del Norte, Vermont y Wyoming. Fue admitido en la Unión el 21 de junio de 1788, como el estado número 9.
Es conocido internacionalmente por ser el primer estado en el que se celebran las elecciones primarias para la presidencia de Estados Unidos. Estas elecciones atraen la atención de la opinión pública y de los observadores políticos, ya que son un indicador del favor de los electores hacia los candidatos presentados.
Las matrículas de los vehículos tienen escrito el lema del estado: «Vive libre o muere». El apodo del estado es «el Estado de Granito» (the Granite State), pues hace referencia a su geología y a su tradicional autosuficiencia. El estado posee otros apodos, pero raramente se usan.
Personajes famosos relacionados con el estado fueron: el senador Daniel Webster, el editor Horace Greeley, la fundadora de la Iglesia de la Ciencia Cristiana Mary Baker Eddy, y el comediante Adam Sandler. Franklin Pierce, 14.º presidente de los EE. UU., nació aquí.
Las atracciones turísticas son variadas, desde el esquí y otros deportes de invierno, a la observación de sus espectaculares paisajes otoñales en los bosques, las casitas cerca de los lagos, y el óvalo de carreras de deporte motor New Hampshire International Speedway, el más importante de Nueva Inglaterra.

## Geografía física

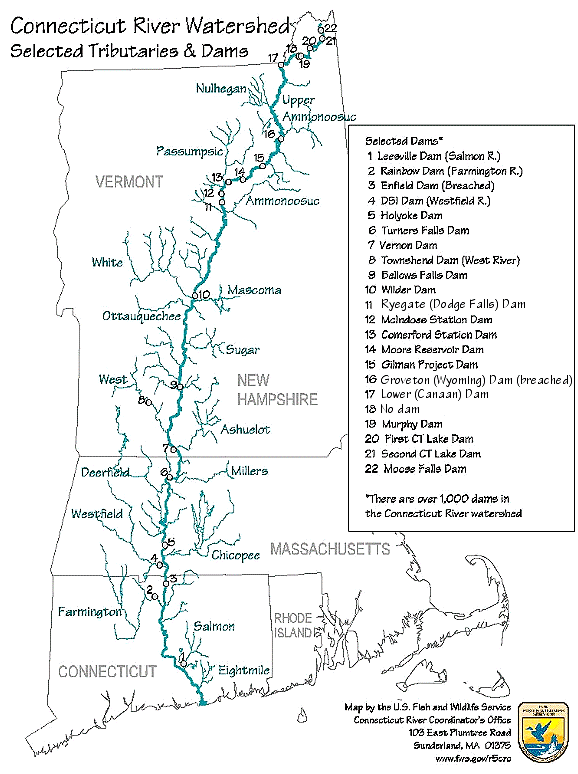
El río Connecticut marca la frontera oeste de Nuevo Hampshire con Vermont

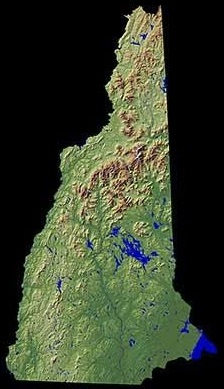
Mapa topográfico de Nuevo Hampshire

Nuevo Hampshire es parte de la región de Nueva Inglaterra. Limita al norte por Canadá, al noreste con Maine y el océano Atlántico al este. Colinda con el estado de Massachusetts al sur y Vermont al oeste.
Nuevo Hampshire forma parte de las denominadas Great North Woods, junto con Nueva York, Maine, Vermont y Quebec, de las montañas blancas, de los grandes lagos, la costa, el valle de Merrimack, la región de Monadnock.
Uno de los símbolos de Nuevo Hampshire era la formación rocosa conocida como el Anciano de la montaña, una roca cuya silueta recuerda a una cara, situada en Franconia Notch. Sin embargo, en mayo de 2003 dicha formación sufrió un colapso y se derrumbó, precipitándose por la ladera. No obstante, incluso después de su pérdida, el Anciano de la montaña sigue siendo un símbolo icono para el estado y se sigue exhibiendo en las señales de las carreteras estatales, en las placas de los automóviles y en muchas entidades gubernamentales y privadas de New Hampshire.
La cadena montañosa de las montañas blancas (White Mountains) recorre de norte al centro el estado, siendo su cota más alta el monte Washington, siendo además la cota más alta del noreste de Estados Unidos. La cadena montañosa posee numerosas cimas de menor importancia de las que cabe destacar el Monte Madison (Nuevo Hampshire) y el Monte Adams. Los vientos que se registran en esta zona tienen una fuerza huracanada en tres de cada cien ocasiones. En la cima se encuentra un observatorio meteorológico para la observación de estas condiciones climáticas.

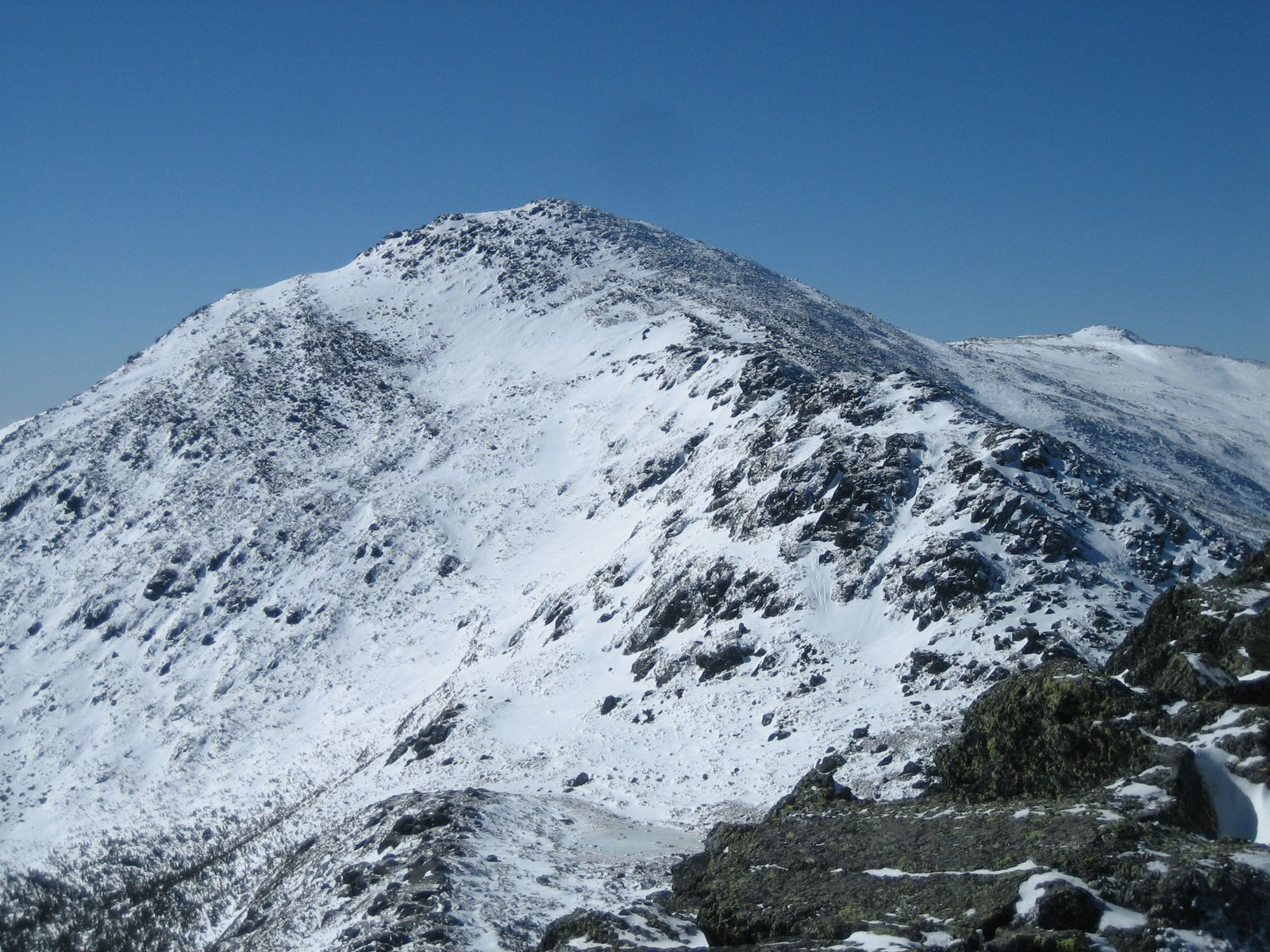
Monte Adams (1760 m), parte de la Cordillera Presidencial de Nuevo Hampshire.

En la esquina suroeste, en la zona más llana de Nuevo Hampshire, otra característica geográfica, es la señal prominente y la atracción turística denominada Monte Monadnock, que ha dado su nombre a una clase general de tierra conocida como monadnock significando, en geomorfología, cualquier pico resistente aislado que se levanta de un llano erosionado menos resistente.
El sendero escénico nacional de los Apalaches cruza Nuevo Hampshire localizada en la ciudad de Cornish.
Los ríos importantes entre los que se incluyen el río de Merrimack de 177 kilómetros, que corta la mitad inferior del estado norte-sur y de extremos desde arriba hasta Newburyport (Massachusetts). Sus principales afluentes son el río de Contoocook, río de Pemigewasset, y el río de Winnipesaukee. El río de Connecticut de 670 kilómetros, el cual nace en los lagos de Connecticut de Nuevo Hampshire y desemboca en el mar por el sur en el estado de Connecticut, define la frontera occidental con Vermont. Extrañamente, la frontera del estado no está en el centro de ese río, como normalmente suele suceder en este tipo de casos, sino que se encuentra en una marca bajo el agua en la orilla del río en Vermont, por lo que el río pertenece completamente al estado de Nuevo Hampshire. El río Connecticut también define la frontera canadiense con Nuevo Hampshire.

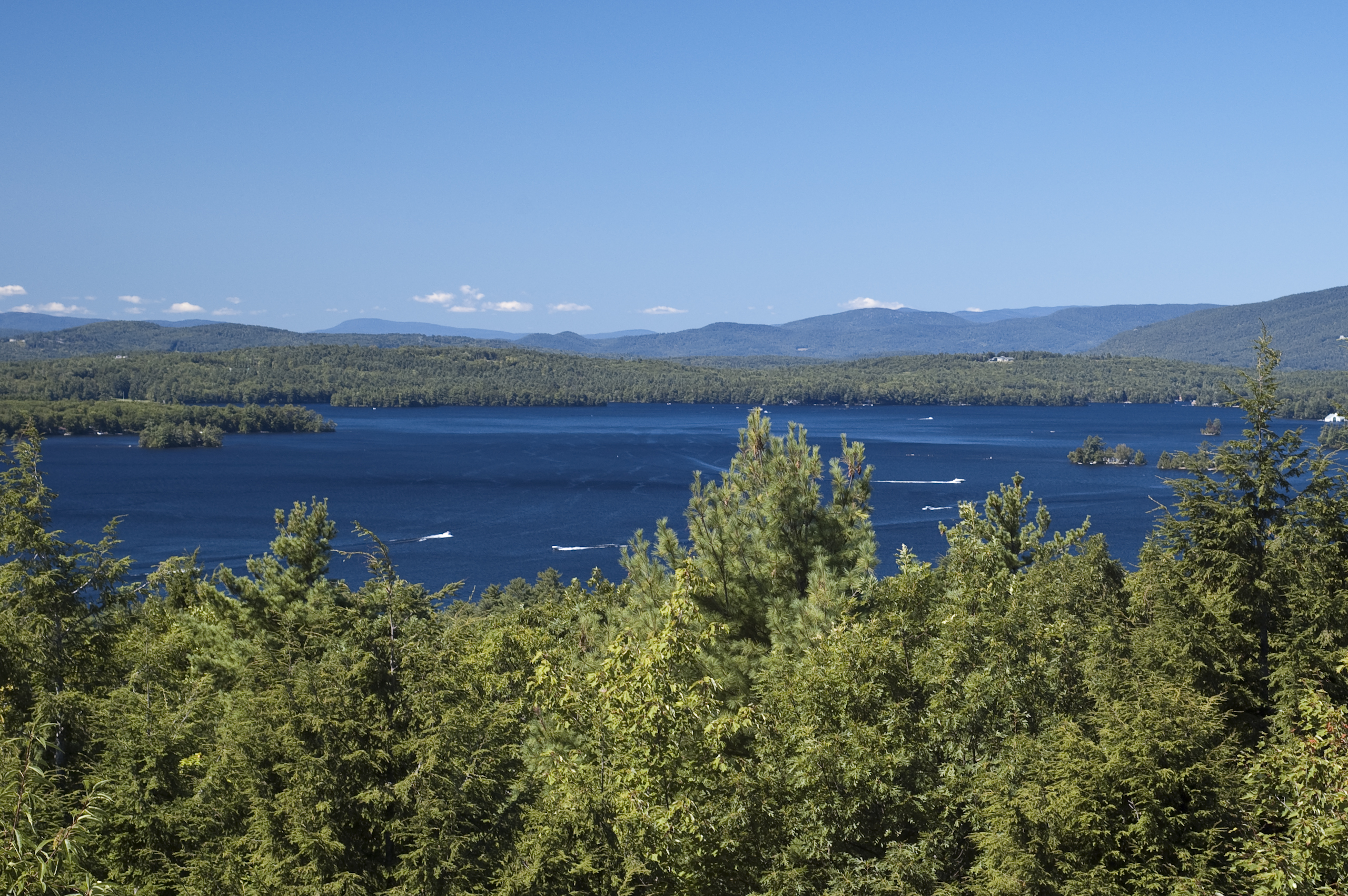
El lago Winnipesaukee y las montañas Ossipee.

El río Piscataqua y la mayoría de sus afluentes definen la frontera meridional con el estado de Maine con el puerto de Portsmouth. El río Salmon Falls y el Piscataqua definen la parte sur de la frontera con Maine. Este estado hoy en día está en disputa con su vecino de Maine por la soberanía de un área situada dentro del puerto Portsmouth, que etá formada por las islas Seavey, incluyendo el astillero naval de Portsmouth así como las ciudades de Kittery y Berwick.
Los mayores lagos son el lago Winnipesaukee, con una superficie de 186 km² (72 millas cuadradas) en la parte centro-este de Nuevo Hampshire.
La playa de Hampton es el destino más popular en las vacaciones estivales. Situadas a 16 kilómetros (10 millas) de la costa se encuentran las islas shoals, nueve pequeñas islas, de las que solo cuatro pertenecen a este estado, que es conocida por haberse formado en ella una colonia de arte fundada en el siglo XIX por la poetisa Celia Thaxter, así como la supuesta localización de uno de los tesoros enterrados del pirata Edward Teach más conocido como Barbanegra.

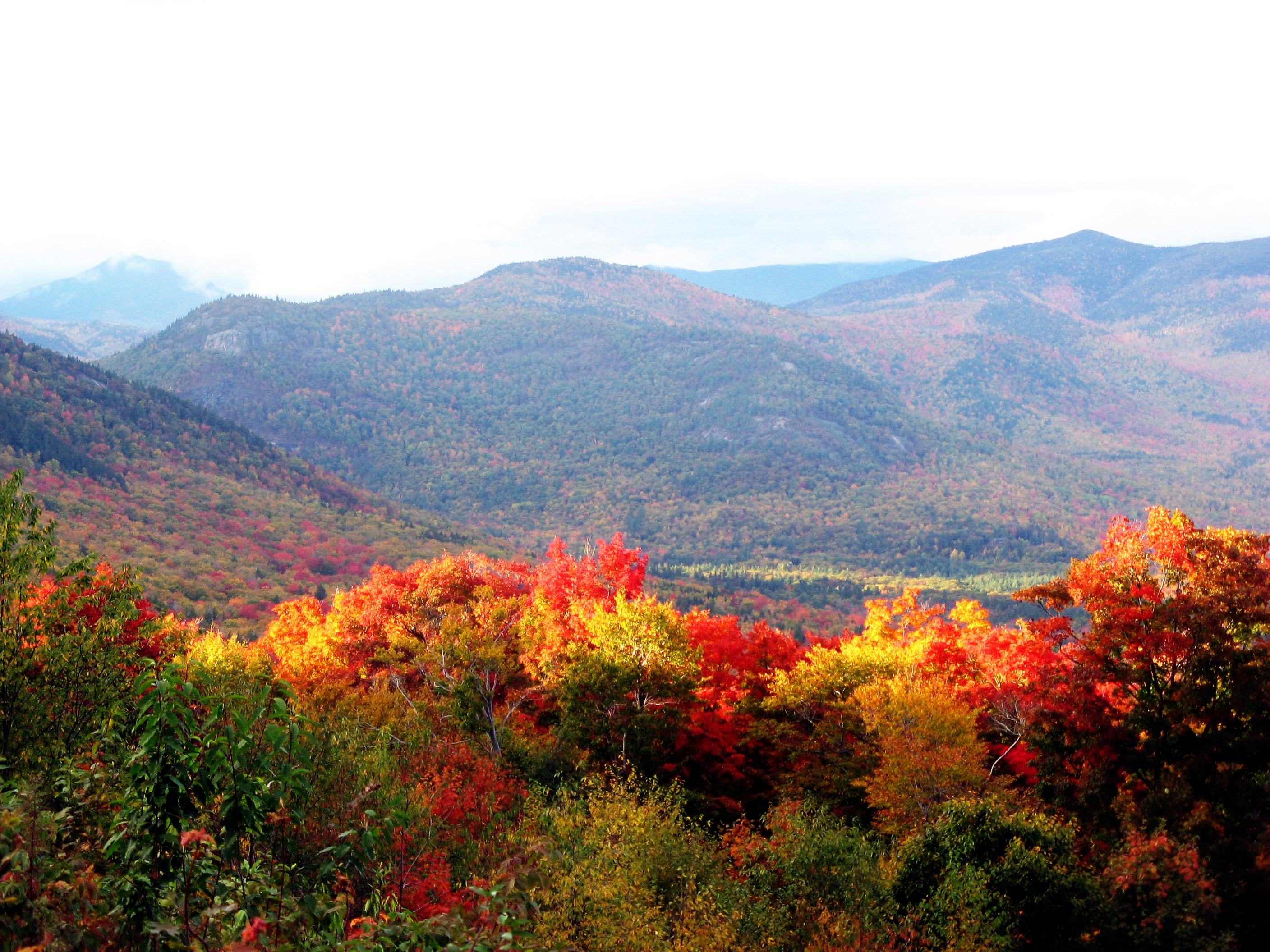
Paisaje otoñal de Nuevo Hampshire

Este estado es el segundo estado con mayor masa forestal de todo el país detrás de Maine en términos porcentuales de tierra cubierta de bosques. Este hecho es consecuencia del abandono de granjas acaecido en el siglo XX por parte de los agricultores que se trasladaron a las ciudades y a las áreas industriales en busca de trabajo. Estas tierras abandonadas se fueron cubriendo de masa forestal con la recuperación consiguiente de bosques. Este retorno de los bosques ha quedado plasmado en diversos poemas escritos por Robert Frost.
El tercio norte del estado es llamado "north of the notches" (los desfiladeros del norte) en referencia a los abundantes desfiladeros de la montaña blanca (White mountain) o como "the north country" (la región norte). En esta zona vive menos del 5% de la población del estado, esta población sufre unos índices de pobreza relativamente más altos que el resto del estado. Este hecho es una consecuencia del descenso poblacional y del retroceso de la industria papelera en la zona. Sin embargo, la industria turística está creciendo. Las visitas de turistas están aumentando sobre todo el denominado turismo blanco. Este turismo llega hasta la región norte durante la temporada de invierno para disfrutar de las pistas de esquí. Esta nueva industria está paliando los efectos económicos de los cierres de las fábricas de papel.[cita requerida]

## Historia
Varias tribus de Algonquinas habitaban este territorio antes de la llegada de los europeos y sus asentamientos. Los europeos comenzaron a explorar Nuevo Hampshire entre 1600-1605, estableciéndose en 1623. En 1631, se construyen las primeras plantaciones en Dover, Durham y Stratham; en 1679, se convierte en "Provincia Real".
Este estado es una de las trece colonias que se rebelaron contra el gobierno del Reino Unido en la Guerra de la Independencia. Es uno de los seis estados de Nueva Inglaterra. Se convirtió en el noveno en integrarse en la Unión tras la ratificación de la primera constitución de Estados Unidos, y fue el primero en ratificar su propia Constitución.
En los tiempos de la guerra, Nuevo Hampshire era una provincia dividida. En la costa, la vida social y económica giraba en torno a las serrerías, astilleros, almacenes de mercancías, estableciéndose ciudades y pueblos. Los comerciantes enriquecidos comenzaron a construir grandes mansiones equipándolas con los lujos más finos, e invirtieron su capital en comercio y la especulación de la tierra. En el otro extremo de la escala social, convertida en una clase permanente estaban los obreros, marineros, criados e incluso esclavos.
Fue el primer estado en declarar su independencia, pero solo hubo una única batalla dentro de su territorio. Esta batalla aconteció en Fort William and Mary el 14 de diciembre de 1774 en el puerto de Portsmouth, donde se produjo una importante rebelión durante dos días por el control del polvorín que contenía pólvora, bayonetas, pistolas, cañones, etc. John Sullivan, líder de la incursión, la describió como:

recuerdo la pólvora, las pistolas, las bayonetas, las cajas de cartuchos, junto con el cañón y los almacenes de la artillería.

Esta incursión fue precedida por una advertencia hecha por Paul Revere el 13 de diciembre de 1774 que la fortaleza debía ser reforzada por tropas enviadas desde Boston. Esta incursión se cita extensamente (fuera de Massachusetts) como la primera batalla de la guerra revolucionaria. Según fuentes sin corroborar esta pólvora fue utilizada más adelante en la batalla de Bunker Hill, siendo transportada hasta allí por Major Demerit, que era uno tantos nuevos patriotas de Nuevo Hampshire que almacenaban la pólvora en sus propios hogares hasta que era transportada para su uso en actividades revolucionarias.
Nuevo Hampshire era una plaza fuerte de Jacksonian; siendo Franklin Pierce el representante enviado a la casa blanca en la elección de 1852. La industrialización comenzó con la instalación de numerosas fábricas textiles, que atrajeron grandes flujos de inmigrantes provenientes de Quebec (Canadá francesa) e Irlanda. La zona norte del estado produjo madera de construcción y las montañas proporcionaron atracciones turísticas. Después de 1960, la industria de textil se derrumbó, pero la economía rebotó como centro de la alta tecnología y en el sector servicios.
Desde 1952, Nuevo Hampshire ha cobrado fama nacional e internacional políticamente pues es el primer lugar en que se celebran las primarias presidenciales. Esto la convierte en un importante test para los candidatos republicanos y demócratas.
La media obtenida en los estados de Nuevo Hampshire e Iowa adquiere relevancia nacional en las primarias a nivel de todos los estados magnificando el poder de decisión (el resultado hace que los políticos cambien su forma de actuar).

## Demografía
En 2005, Nuevo Hampshire tiene población estimada de 1.309.940, la cual se incrementó en 10.771 personas, o 0,8%, del año anterior y de un aumento de 74.154 personas, o del 6,0%, desde el año 2000. Esto incluye un aumento natural puesto que el censo pasado de 23.872 personas (que es 75.060 nacimientos respecto a 51.188 muertes) y un aumento debido a la migración neta de 51.968 personas en el estado. La inmigración fuera de los Estados Unidos dio lugar a un aumento neto de 11.107 personas, y la migración dentro del país produjo un aumento neto de 40.861 personas.
Actualmente el estado de Nuevo Hampshire cuenta con una población de 1.314.895 personas, de los cuales :
- El 93,6% son blancos (europeos o descendientes de europeos).
- El 2,3% son latinos o hispanos (entre los que predominan los mexicanos).
- El 2,0% son asiáticos.
- El 1,1% son negros.
- El resto lo conforman personas de otras etnias.

| Racial composition                        | 1990  | 2000  | 2010  | 2019   |
| ----------------------------------------- | ----- | ----- | ----- | ------ |
| Blancos                                   | 98.0% | 96.0% | 93.9% | 89.8%  |
| Afroamericanos                            | 0.6%  | 0.7%  | 1.1%  | 1.8%   |
| Amerindios                                | 0.2%  | 0.2%  | 0.2%  | 0.3%   |
| Asiáticos                                 | 0.8%  | 1.3%  | 2.2%  | 3.0%   |
| Estadounidenses de las islas del Pacífico | –     | –     | 0.0%  | < 0.1% |
| Otras razas                               | 0.3%  | 0.6%  | 0.9%  |        |
| Identificados como de dos o más razas     | –     | 1.1%  | 1.6%  | 1.8%   |
| Hispanos                                  |       |       |       | 4.0%   |

Los hispanos de cualquier raza representaban el 2.8% de la población en 2010: el 0.6% eran de origen mexicano; el 0.9%, puertorriqueños; el 0.1%, cubanos; y el 1.2%, de otros países de Iberoamérica.
El centro geográfico de Nuevo Hampshire está localizado en condado de Merrimack, en la ciudad de Pembroke

### Áreas metropolitanas

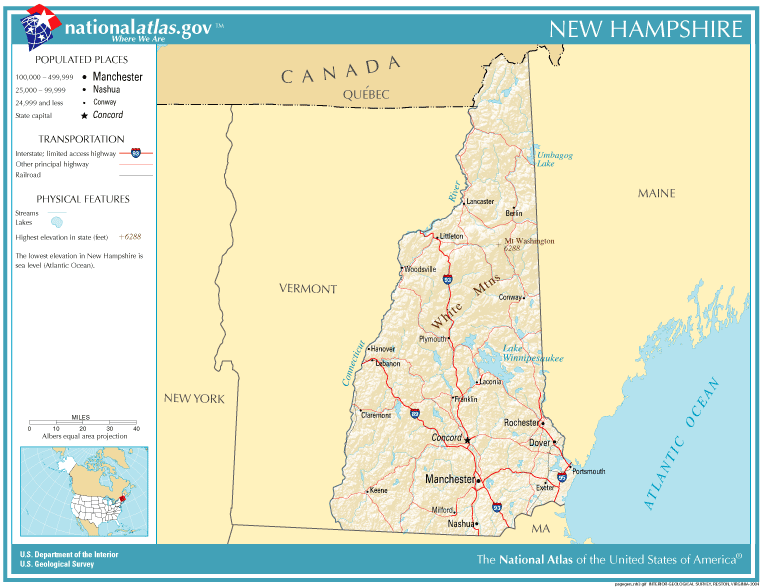
Mapa del estado de Nuevo Hampshire mostrando carreteras, ríos y ciudades principales.

Las áreas metropolitanas en la zona de Nueva Inglaterra son definidas por la oficina del censo de los Estados Unidos denominándose NECTAs («New England City and Town Area»). La lista de estas áreas pertenecientes al estado de Nuevo Hampshire son:
Pequeñas áreas metropolitanas
- Berlin, NH.
- Claremont, NH.
- Concord, NH.
- Franklin, NH.
- Keene, NH.
- Laconia, NH.
- Lebanon, NH-VT.

Grandes áreas metropolitanas
- Mánchester, NH.
- Nashua, NH Esta zona pertenece al área metropolitana de Boston.
- Portsmouth, NH-ME.
- Rochester-Dover, NH-ME.

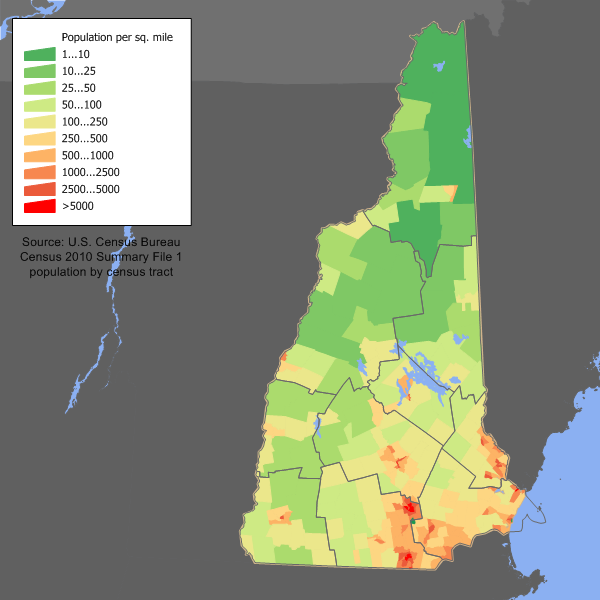
Mapa de densidad de población en Nuevo Hampshire.

En 2004, la población incluía 64.000 extranjeros (4,9%).

### Grupos étnicos
Los principales grupos étnicos en Nuevo Hampshire son:
- 26,6% Franceses o franco-canadienses
- 21,1% Irlandeses
- 20,1% Ingleses
- 10,3% Alemanes
- 10,4% Italianos
- 7,8% Escoceses

La mayoría de los irlandeses, canadienses e italianos son descendientes de los primeros trabajadores que acudieron a las fábricas y que vivían en ciudades obreras como Mánchester. Ahora Nuevo Hampshire tiene el mayor porcentaje de habitantes con ancestros francocanadienses de todo el país. El mayor crecimiento poblacional se centró en la frontera meridional en la que se nota el área de influencia de Boston y de otras ciudades del estado de Massachusetts.
De acuerdo con el censo del año 2000 el 3,41% de la población mayor de cinco años habla francés en casa mientras el 1,60% habla español.

### Religión
Las afiliaciones religiosas de los habitantes de Nuevo Hampshire son :
Religión 2018
- Cristianos – 59%
  - Protestantes – 33%
  - Católicos – 26%
- Otras religiones – 5%
- Sin religión – 36%

### Idioma
- Idioma oficial:
  - Inglés estadounidense
- Semioficiales:
  - Francés cajún
  - Idioma abenaki
- No oficiales:
  - Idioma español en Estados Unidos

## Economía

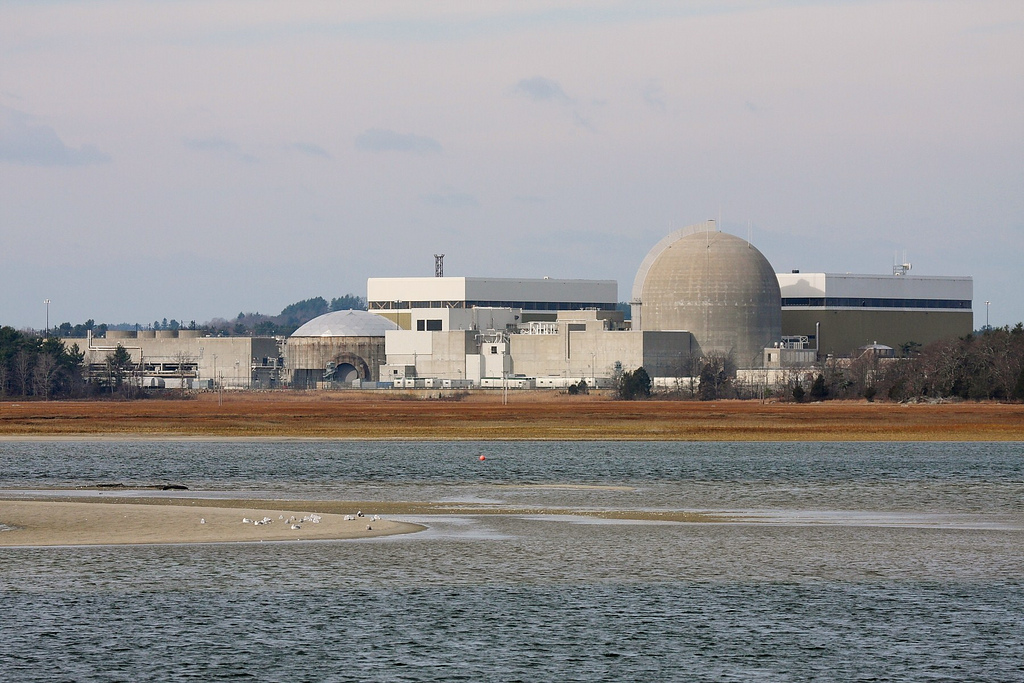
Central nuclear de Seabrook.

La Oficina de Análisis Económico estima que el producto interior bruto (PIB) del estado de Nuevo Hampshire's en 2003 fue de 49 000 millones de dólares. La renta per cápita personal ascendió en 2005 a 37 835 $, el sexto de la nación y el ciento diez por ciento de la media nacional que está en 34 495 $. Sus exportaciones agrícolas son productos lácteos, ganadería, huevos y manzanas. Sus exportaciones industriales son maquinaria, equipamiento eléctrico, caucho, productos plásticos y turismo.
Nuevo Hampshire ha experimentado un significativo cambio en su economía base durante el último siglo. Históricamente la base de la economía de Nueva Inglaterra fueron las industrias textiles, las fábricas de zapatos y pequeñas tiendas de máquinas para las granjas, que dibujaban una economía de salarios bajos. Hoy en día, estos sectores contribuyen de manera muy exigua a la economía estatal, así la industria textil contribuye con el 2%, el 2% para los productos de piel, y el 9% para la maquinaria. Esta economía base experimentó una brusca corrección debido al envejecimiento de las fábricas que las dejó obsoletas y a los precios bajos que aplicaban los estados sureños a sus productos textiles gracias a su obra de mano barata.
El estado no aplica de forma general ningún impuesto de ventas ni impuestos personales (impuesto sobre la renta) sino que el estado grava con un impuesto del 5 por ciento las rentas obtenidas por los intereses y los dividendos. Esta política de beneficios fiscales ha atraído empresarios y empresas de otros estados, en especial la industria ligera, la horticultura, ventas al por menor y empresas de servicios. La entrada de empresas de otros estados vecinos ha sido alta como en el caso de los estado de Massachusetts, Maine y Vermont y en menor medida de Nueva York. Se están realizando esfuerzos para conseguir diversificar la economía.

## Administración y política

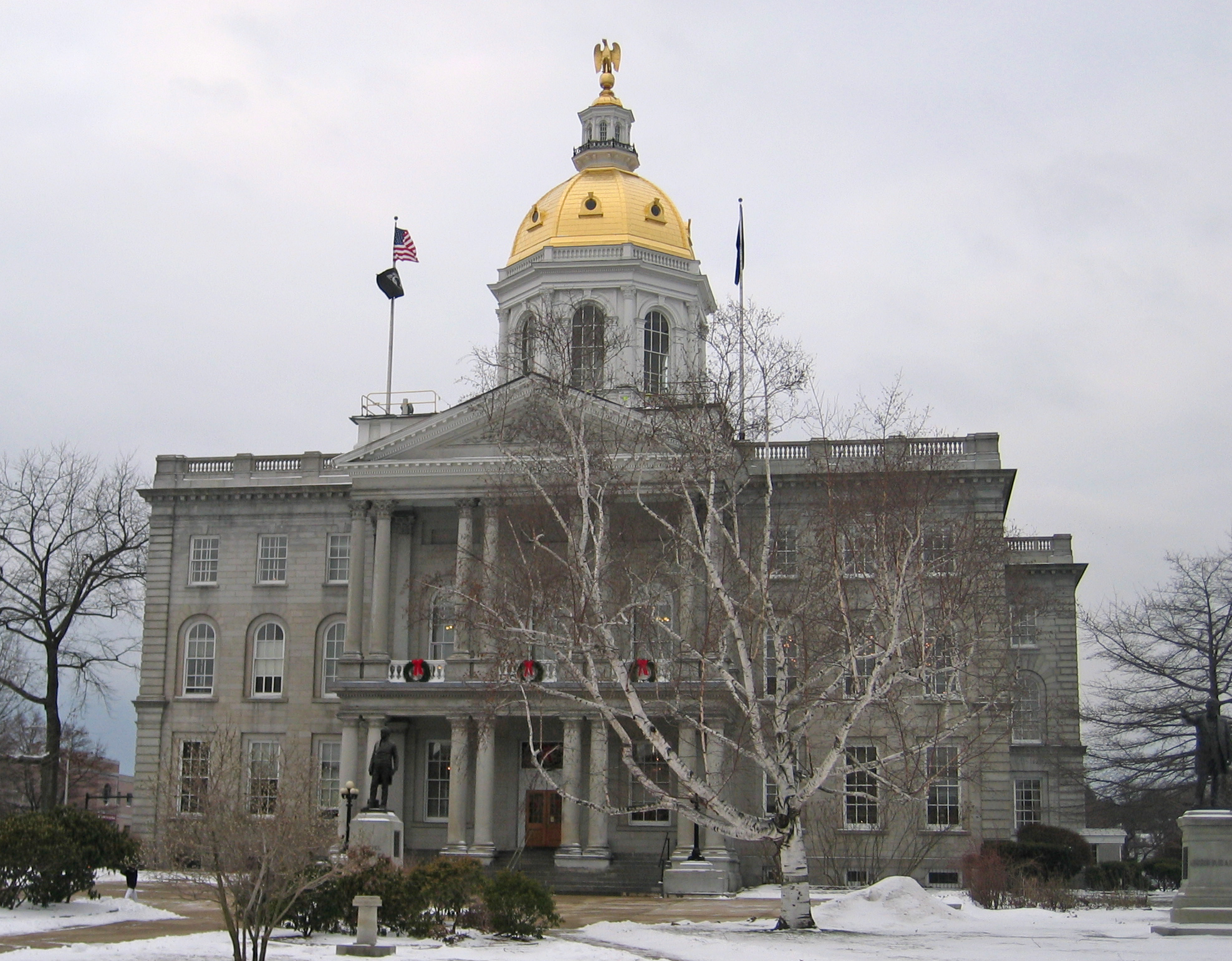
El capitolio de Nuevo Hampshire, ubicado en Concord.

El gobernador de Nuevo Hampshire es Chris Sununu (republicano). Las dos senadoras por Nuevo Hampshire son Maggie Hassan y Jeanne Shaheen, ambas demócratas.
El poder ejecutivo del estado está en manos de dos instituciones, el gobernador y el consejo ejecutivo del estado de Nuevo Hampshire, formado por cinco miembros. El consejo ejecutivo vota los contratos estatales de un importe de alrededor de 5000 dólares y aconseja y consiente los nombramientos del gobernador para los puestos más importantes, tales como los jefes de departamento y todos los jueces, así como las solicitudes de indulto. Nuevo Hampshire carece de la figura administrativa de teniente gobernador; el presidente del Senado asume la dirección ejecutiva del estado en los casos en que el gobernador no pueda realizar los deberes propios de su cargo.
La Corte General de Nuevo Hampshire es una corte legislativa bicameral, que consiste en la Cámara de Representantes y el Senado. La Cámara de Representantes es la cuarta mayor cámara de todo el mundo de habla inglesa con cuatrocientos miembros, solo por detrás de la Cámara de Estados Unidos, la Cámara de los Comunes del Reino Unido y el parlamento Indio. Probablemente esto sucede de esta forma debido a que el pago por el escaño es de cien dólares más desplazamiento y muchos de los miembros están retirados. Un examen publicado por Associated Press en 2005 descubrió que cerca de la mitad de miembros de la Cámara de Representantes están retirados, teniendo una edad media cercana a los sesenta años de edad. La corte general está situada en la Casa de Estado de Nuevo Hampshire.
La corte única de apelación es el Tribunal Supremo de Nuevo Hampshire. La Corte superior es la corte de la jurisdicción general y la única corte que prevé ensayos con jurados en casos de ley civil común o ley criminal. Las otras cortes del estado son la Corte de legalización, corte del distrito de Nuevo Hampshire y la división familiar.
La Constitución de Nuevo Hampshire es la ley suprema del estado, seguido por las enmiendas. La constitución estatal es la única constitución nacional que reconoce el derecho de revolución, y una de las pocas que no indica expresamente la obligatoriedad de un sistema escolar público.
Nuevo Hampshire es además el único estado que no tiene una ley obligatoria de cinturón de seguridad para los adultos, y además tampoco hay ninguna ley que obligue al uso de casco en las motocicletas para los adultos, ni a contratar un seguro obligatorio para los automóviles.
Este estado es un estado bajo la "Regla Dillon", esto significa que las atribuciones no especificadas a los municipios son gestionados por el gobierno estatal. Incluso así, hay dentro de la legislatura del estado un sentimiento fuerte que favorece el control local, particularmente con respecto a regulaciones de la utilización del suelo. Tradicionalmente los gobiernos locales en Nuevo Hampshire son conducidos por consejos de la ciudad en los cuales todos los habitantes se reúnen, a menudo para un propósito político o administrativo, pero en 1995, a los municipios se les dio permiso para usar una votación oficial para resolver preguntas electorales y presupuestarias locales, en comparación con la reunión que era una forma más abierta y más pública de la ciudad.
Nuevo Hampshire es un estado que participa dentro del grupo de los estados con control de bebidas alcohólicas, y a través de comisión de licores estatal que recauda 100 millones de dólares por la venta y distribución de licor. El estado lidera la venta de todo tipo de alcohol per cápita del país.

### Política

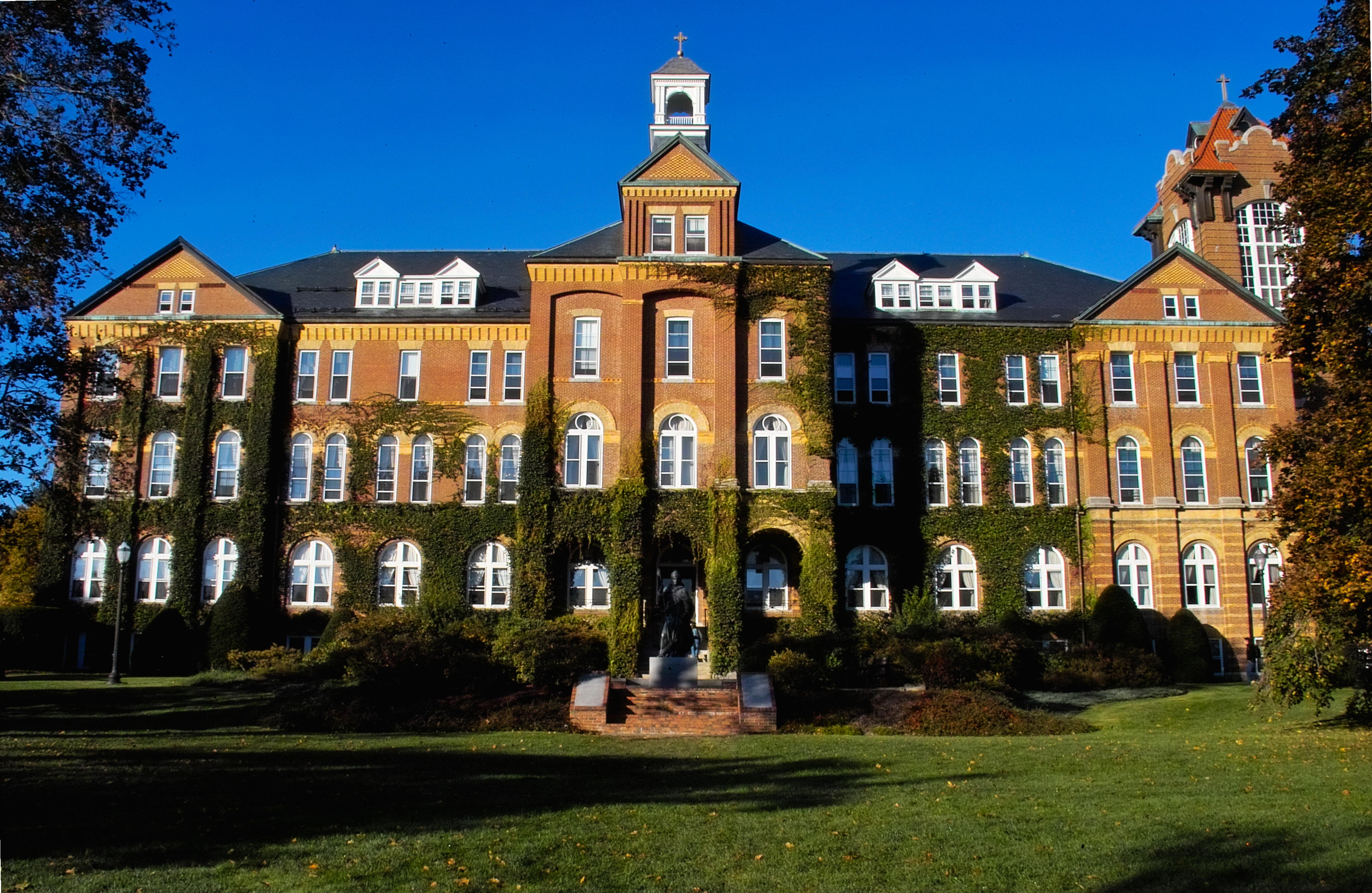
El Saint Anselm College, en Goffstown, ha albergado varios debates políticos nacionales.

Nuevo Hampshire dentro del mundo de la política es conocido por las primarias de Nuevo Hampshire, las primeras primarias en la carrera presidencial estadounidense. Las primarias reciben una atención muy superior que el resto de las otras primarias de otros estados y suelen ser el referente de su desarrollo, marcando en gran manera la carrera presidencial dentro de los partidos políticos.
Los críticos de otros estados han intentado en varias ocasiones, sin éxito, reducir la gran influencia de las primarias. En Dixville Notch, en el condado de Coos y en Hart's Location, en el condado de Carrol, los pocos habitantes de esta docena de pequeñas ciudades votan en la medianoche del día que se celebran las primarias. Según dicta la ley, si todos los votantes registrados han ejercido su derecho al voto, el colegio se puede cerrar y los resultados del escrutinio de votos se puede hacer público. Estas ciudades son tradicionalmente las primeras ciudades en Nuevo Hampshire y por tanto de todo Estados Unidos en votar en las primarias y en las elecciones presidenciales.
Nuevo Hampshire ha sido dominado históricamente por el partido republicano (algunas fuentes remontan de hecho la fundación del partido republicano a la ciudad de Exeter en 1853) y se considera el estado más conservador del noreste. El estado apoyó al candidato Bill Clinton en 1992 y 1996, pero antes de él, sólo habían perdido en otras tres ocasiones candidatos del partido republicano—Woodrow Wilson, Franklin D. Roosevelt y Lyndon B. Johnson.
En años recientes, sin embargo, en las elecciones nacionales y locales se ha convertido en un Estado cambiante. Esto le convirtió en el único estado que en las elecciones presidenciales del año 2000 le dio su voto a George W. Bush y en las elecciones celebradas en el año 2004 se las dio al partido demócrata.
Así Nuevo Hampshire dio sus cuatro votos electorales a John Kerry en 2004 con un 50.2% de los votos. El cambio de tendencia política se ha visto consolidado en las elecciones del año 2006, en las cuales los dos votos para el congreso fueron ganados por los dos candidatos demócratas, Charlie Bass fue derrotado por Paul Hodes, y Jeb Bradley fue derrotado por Carol Shea-Porter); El gobernador demócrata John Lynch fue reelegido en una histórica votación ya que alcanzó el 74% de los votos; Los demócratas a su vez también ganaron en la votación para el Consejo Ejecutivo por lo que se alzaron con una mayoría de miembros en el consejo. Esto ha dado lugar a que los dos poderes ejecutivos del estado, el gobernador y el consejo ejecutivo, están gobernados por los demócratas, hecho que no sucedía desde 1911.
Los republicanos, en cambio, ganaron los dos escaños en las elecciones para el senado de los Estados Unidos en 2006. Antes de estas elecciones del año 2006, era el único estado de toda Nueva Inglaterra en la que los republicanos ostentaban la mayoría en las dos cámaras de representantes, el congreso y el senado.
El congreso estatal de Nuevo Hampshire es el mayor de todos los de Estados Unidos, con cuatrocientos miembros electos, siendo el de menos habitantes por representante con una media aproximada de 3.200 ciudadanos por cada uno.
Nuevo Hampshire es reconocido por la libertad de los valores individuales, como la tradición política de potenciar los valores de libertad individual y un limitado poder del estado. De hecho, el proyecto estado libre, que es un proyecto para realizar una comunidad numerosa con esos valores libertarios, fue elegido en una votación que se celebró en Nuevo Hampshire y que a su vez eligieron a Nuevo Hampshire como lugar para llevar el proyecto a cabo.

## Educación

### Educación secundaria
Nuevo Hampshire tiene más de 150 escuelas de secundaria públicas, muchas de las cuales tiene alumnos de varios pueblos. La mayor es la Academia Pinkerton en Derry, cuyo dueño es una organización privada sin ánimo de lucro pero sirve como escuela de carácter público para los pueblos vecinos. En marzo de 2007 el gobernador John Lynch y los legisladores propusieron una enmienda constitucional que requeriría al estado proporcionar por lo menos el 50% del coste de una educación adecuada.
Nuevo Hampshire tiene muchas escuelas privadas, de las que cabe destacar:
| - Bishop Brady High School, Concord - Bishop Guertin High School, Nashua - Brewster Academy, Wolfeboro - Cardigan Mountain School, Canaan - Derryfield School, Mánchester - Dublin School, Dublín - High Mowing School, Wilton - Holderness School, Holderness - Holy Family Academy, Mánchester - Kimball Union Academy, Meriden | - New Hampton School, New Hampton - Phillips Exeter Academy, Exeter - Proctor Academy, Andover - Sant Bani School, Sanbornton - St. Paul's School, Concord - St. Thomas Aquinas High School, Dover - Tilton School, Tilton - Trinity High School, Mánchester - White Mountain School, Bethlehem |

### Educación superior

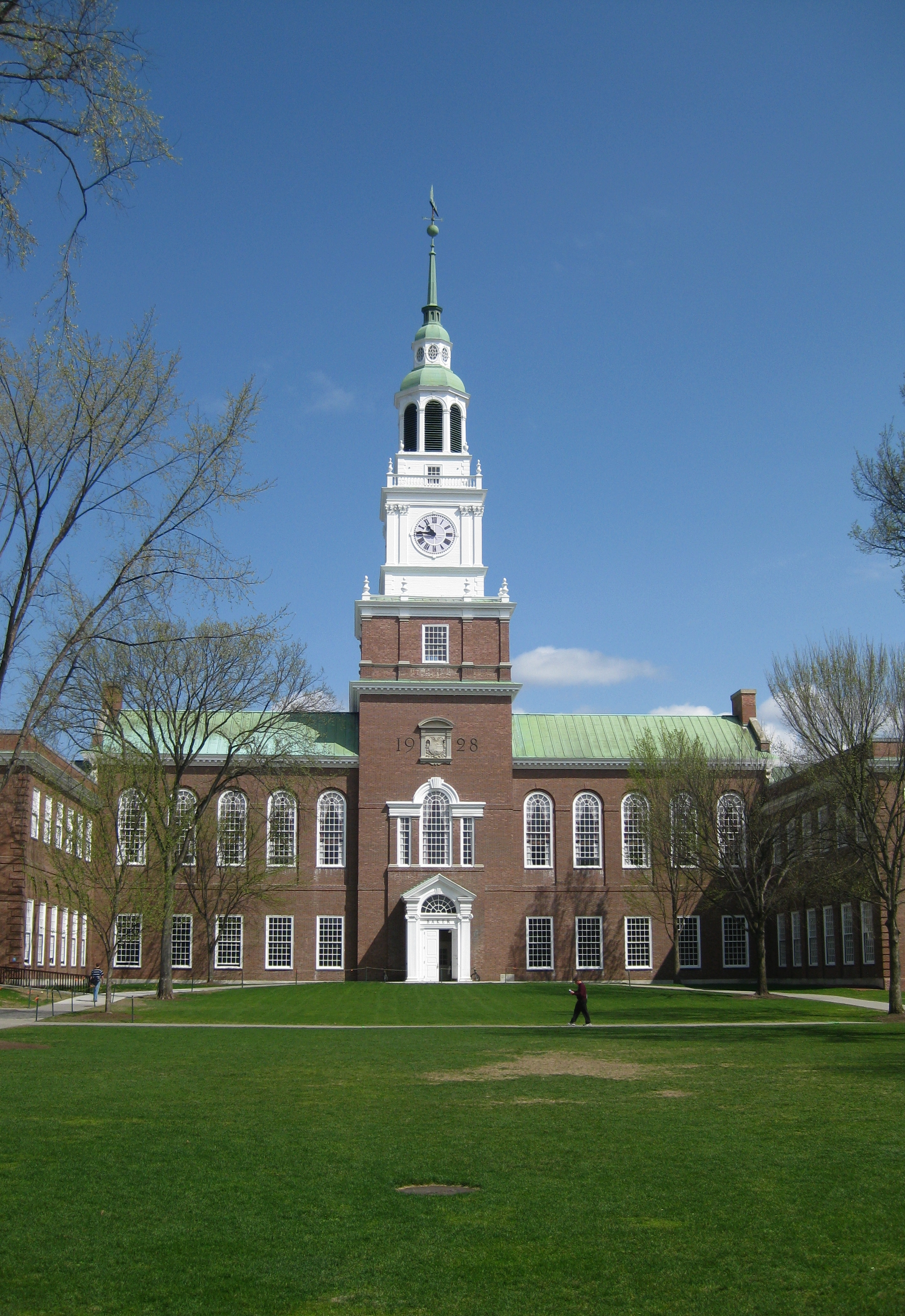
La Biblioteca Baker de la Universidad de Dartmouth, ubicada en Hanover.

| - Antioch universidad de Nueva Inglaterra - Chester College de Nueva Inglaterra - Escuela Colby-Sawyer - Escuela Granite State - Escuela Daniel Webster - Dartmouth College - Escuela Franklin Pierce - Centro de estudios jurídicos Franklin Pierce - Escuela Hesser - Escuela Lebanon - Escuela McIntosh - Escuela de Nueva Inglaterra | - Escuela comunitaria técnica de Nuevo Hampshire - Instituto de Arte de Nuevo Hampshire - Universidad Meridional de Nuevo Hampshire - Escuela Rivier - Escuela Saint Anselm - Escuela de Arte Thomas More - Sistema universitario de Nuevo Hampshire: - Universidad de Nuevo Hampshire - Southern New Hampshire University - Escuela de Keene State - Universidad Estatal de Plymouth - Universidad de Nuevo Hampshire en Mánchester |

## Medios de comunicación

### Periódicos
| - Berlin Daily Sun - Concord Monitor - Conway Daily Sun - Eagle Times de Claremont - Eagle Tribune (Lawrence (Massachusetts), área, incluye la zona meridional de NH) - Foster's Daily Democrat de Dover - Keene Sentinel | - Laconia Citizen - Laconia Daily Sun - New Hampshire Union Leader de Mánchester - The Portsmouth Herald - Telegraph of Nashua - Valley News de West Lebanon |

### Otras publicaciones
- The Baysider
- The Bedford Bulletin
- The Bow Times
- Milford Cabinet, parte de The Cabinet Press (además Hollis, Brookline, Bedford, Merrimack)
- Carriage Towne News (zona de Kingston)
- The Carroll County Independent
- The Clock - Universidad estatal de Plymouth periódico estudiantil
- The Coös County Democrat
- The Exeter News-Letter
- The Goffstown News
- Hippo Press (Ediciones para Mánchester, Nashua y Concord)
- The Hooksett Banner
- Keene Free Press
- The Littleton Courier
- The Londonderry Times
- The New Hampshire - Universidad de Nuevo Hampshire periódico estudiantil
- New Hampshire Bar Journal
- New Hampshire Bar News
- New Hampshire Business Review
- The New Hampshire Gazette Portsmouth bisemanal que reclama ser el más antiguo de América.
- New Hampshire magazine
- The Nutfield News (Derry)
- The Record Enterprise de Plymouth
- The Salem Observer
- The Tri-Town Times (Hampstead, Sandown, Chester)

### Televisión
- ABC afiliado: WMUR, Canal 9, Mánchester
- PBS afiliados en Durham, Keene y Littleton (Nuevo Hampshire Televisión Pública )
- MyNetworkTV afiliado: WZMY, Canal 50, Derry (también emite para el área de Boston)

## Cultura

### Cines y teatros
En Nuevo Hampshire, la compañía local Spinelli Cinemas posee cines en siete ciudades diferentes, mientras varias cadenas nacionales tienen múltiples complejos. Existen también teatros independientes como el Teatro IOKA en Exeter, El teatro municipal de Wilton, y el palacio de música de Portsmouth. Tres autocines operan todavía en el estado, estando localizados en las poblaciones de Laconia, Milford, y Hinsdale.

### Comida

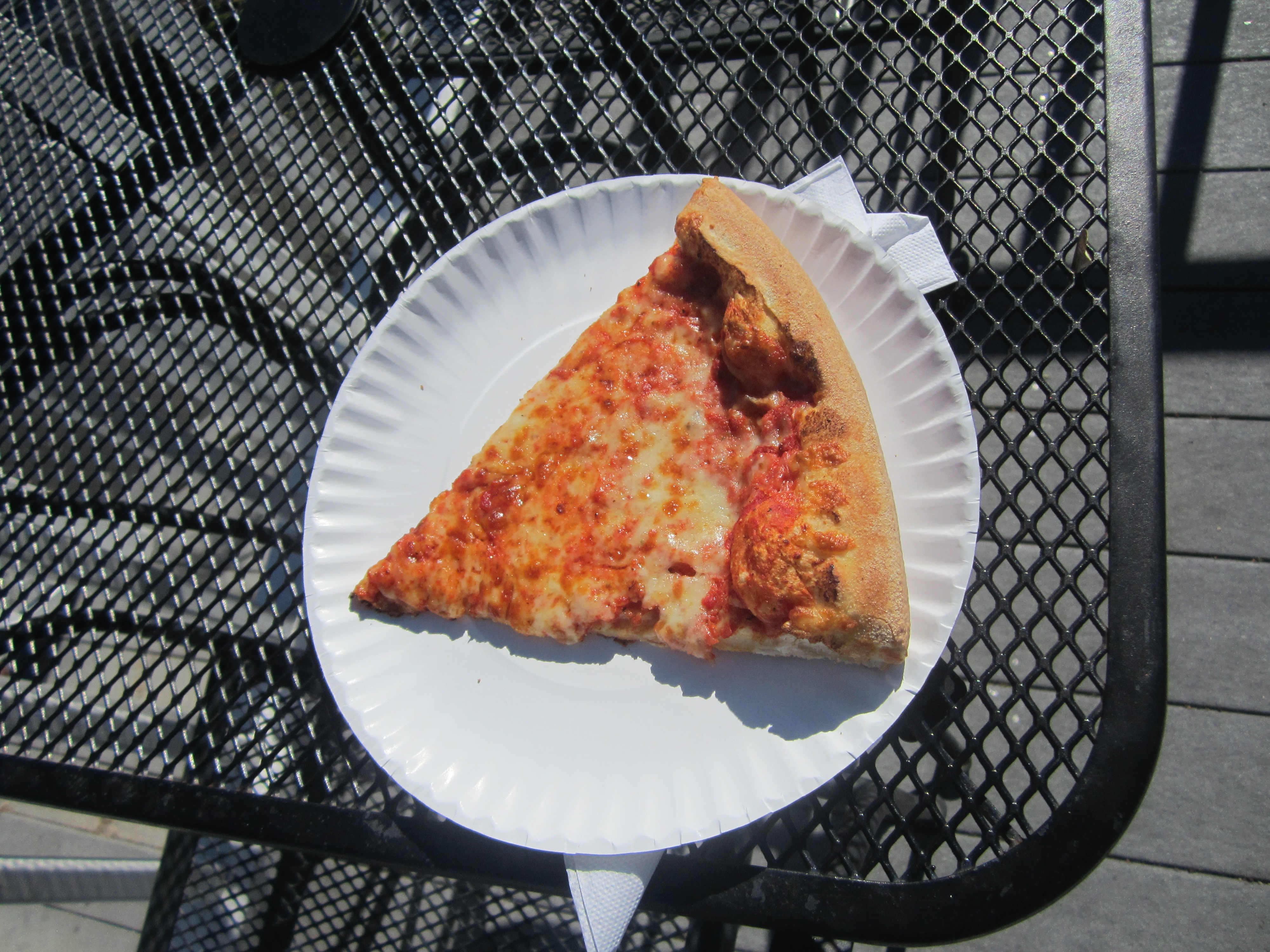
pizza en Nuevo Hampshire, octubre de 2018.

### Música
Portsmouth es la ciudad donde nació el vocalista de Heavy Metal y Hard Rock, Ronnie James Dio. Dio es considerado una de las voces más influyentes del metal, llegando a ser considerado la 'Voz del Metal' y 'Padrino del Metal' al igual que Ozzy Osbourne. También es quien introdujo la Mano cornuta a la cultura heavy.

### En la ficción

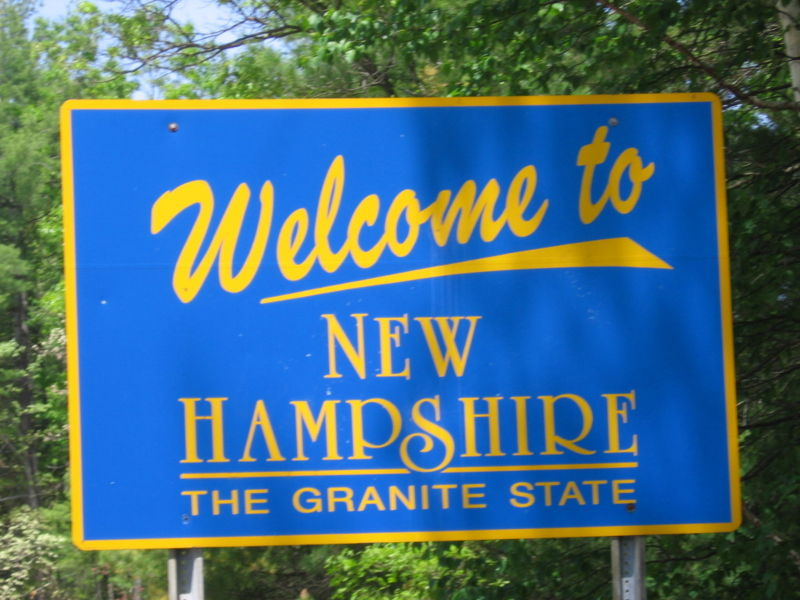
Frontera del estado en la carretera 111 en Hollis.

- En la serie de ficción de televisión El ala oeste de la Casa Blanca, el personaje que figura como presidente de los Estados Unidos, Josiah Bartlet, procede de Nuevo Hampshire y, antes de ejercer como presidente, había trabajado en el departamento de educación estatal de New Hampshire, había sido miembro durante tres legislaturas de la Cámara de Representantes y había fungido como gobernador de Nuevo Hampshire durante dos legislaturas.
- Peterborough es el pueblo en que se basó Thornton Wilder para crear la ciudad de Grover's Corners, en su obra Our Town.
- La novela Peyton Place está inspirada en la localidad de Gilmanton (Nuevo Hampshire).
- John Knowles basó la escuela Devon en A Separate Peace en la Academia Phillips Exeter en Exeter.
- Joyce Maynard creció en Durham (Nuevo Hampshire) y muchas de sus novelas las basó en la vida en el estado, la más conocida de ellas To Die For, que está basada en el caso del asesinato de Pamela Smart.
- Partes de la película Jumanji protagonizada por Robin Williams fueron rodadas en Keene, la más conocida de las escenas rodadas en este estado es la escena de la estampida de animales.
- La mayoría de la película independiente Live Free or Die fue filmada en Claremont (Nuevo Hampshire).
- La academia Gravesend, del libro Oración por Owen (A Prayer for Owen Meany), estaba basada en la Academia Phillips Exeter. El autor del libro, John Irving, estudió en la escuela así como en la Universidad de Nuevo Hampshire.
- La novela El mundo según Garp, del mismo autor también, en su mayor parte se desarrolla en New Hampshire.
- La saga best seller de la lista de New York Times Asylum, de la autora Madeleine Roux, se desarrolla en New Hampshire, relatando un libro de temas misteriosos y paranormales que ocurren en lo que en su tiempo fue un hospital psiquiátrico.
- New Hampshire fue el destino de Walter White, protagonista de Breaking Bad, cuando estuvo prófugo de la justicia. Durante su estadía en dicho estado, el cáncer que sufría fue tomando forma terminal.

### Deporte
El New Hampshire Motor Speedway es un circuito oval inaugurado en 1990, donde se han realizado carreras de automovilismo de la Copa NASCAR, la CART y la IndyCar Series.
Los New Hampshire Phantoms son un equipo de fútbol fundado en 1996, que actualmente juega en la USL League Two.
Los Manchester Monarchs de hockey sobre hielo juegan jugaron en la American Hockey League desde 2001 hasta 2015, y en la ECHL desde 2015 hasta 2019.